# Kulstötning för damer i friidrott vid olympiska sommarspelen 1996
Kulstötning för damer vid olympiska sommarspelen 1996 i Atlanta avgjordes den 31 juli-2 augusti. 

## Medaljörer
| Gren        | Guld                         | Guld    | Silver            | Silver  | Brons                          | Brons   |
| Kulstötning | Astrid Kumbernuss · Tyskland | 20,56 m | Sui Xinmei · Kina | 19,88 m | Irina Chudorosjkina · Ryssland | 19,35 m |

## Resultat

### Kval

#### Grupp A
| Placering | Totalt | Idrottare                 | Försök | Försök | Försök | Längd   | Noteringar |
| Placering | Totalt | Idrottare                 | 1      | 2      | 3      | Längd   | Noteringar |
| --------- | ------ | ------------------------- | ------ | ------ | ------ | ------- | ---------- |
| 1         | 1      | Astrid Kumbernuss (GER)   | 19.93  | —      | —      | 19.93 m |            |
| 2         | 5      | Connie Price-Smith (USA)  | 18.79  | X      | 19.08  | 19.08 m |            |
| 3         | 6      | Vita Pavlysj (UKR)        | 17.49  | 19.04  | —      | 19.04 m |            |
| 4         | 7      | Irina Korzjanenko (RUS)   | X      | 18.92  | —      | 18.92 m |            |
| 5         | 13     | Yumileidi Cumbá (CUB)     | 18.44  | 18.55  | 18.47  | 18.55 m |            |
| 6         | 14     | Li Meisu (CHN)            | 17.88  | X      | 18.39  | 18.39 m |            |
| 7         | 15     | Svetlana Kriveljova (RUS) | 18.23  | 17.60  | 17.86  | 18.23 m |            |
| 8         | 16     | Valeyta Althouse (USA)    | 17.62  | 17.54  | 18.16  | 18.16 m |            |
| 9         | 17     | Elvira Urusova (GEO)      | 16.61  | 17.27  | 17.69  | 17.69 m |            |
| 10        | 19     | Karoliina Lundahl (FIN)   | 17.14  | 16.97  | X      | 17.14 m |            |
| 11        | 22     | Jelena Baltabajeva (KAZ)  | 16.40  | X      | 15.35  | 16.40 m |            |
| 12        | 23     | Teresa Machado (POR)      | 15.91  | 15.62  | 15.60  | 15.91 m |            |
| —         | —      | Huang Zhihong (CHN)       | —      | —      | —      | DNS     |            |

#### Grupp B
| Placering | Totalt | Idrottare                  | Försök | Försök | Försök | Längd   | Noteringar |
| Placering | Totalt | Idrottare                  | 1      | 2      | 3      | Längd   | Noteringar |
| --------- | ------ | -------------------------- | ------ | ------ | ------ | ------- | ---------- |
| 1         | 2      | Sui Xinmei (CHN)           | 19.36  | —      | —      | 19.36 m |            |
| 2         | 3      | Stephanie Storp (GER)      | 19.29  | —      | —      | 19.29 m |            |
| 3         | 4      | Valentjna Fedjusjyna (UKR) | 19.22  | —      | —      | 19.22 m |            |
| 4         | 7      | Irina Chudorosjkina (RUS)  | X      | 17.73  | 19.03  | 19.03 m |            |
| 5         | 8      | Kathrin Neimke (GER)       | 19.02  | —      | —      | 19.02 m |            |
| 6         | 10     | Belsy Laza (CUB)           | 18.15  | 18.61  | 18.58  | 18.61 m |            |
| 7         | 11     | Judy Oakes (GBR)           | 18.37  | 18.56  | 18.45  | 18.56 m |            |
| 8         | 12     | Ramona Pagel (USA)         | 17.61  | 18.55  | 18.48  | 18.55 m |            |
| 9         | 18     | Svetla Mitkova (BUL)       | 17.41  | 17.48  | 17.30  | 17.48 m |            |
| 10        | 20     | Lee Myung-Sun (KOR)        | 15.90  | 16.92  | 16.64  | 16.92 m |            |
| 11        | 21     | Elisângela Adriano (BRA)   | X      | 16.49  | 14.61  | 16.49 m |            |
| 12        | 24     | Nada Kawar (JOR)           | 15.28  | X      | 14.73  | 15.28 m |            |
| 13        | 25     | Lisa Misipeka (ASA)        | 13.40  | 13.72  | 13.74  | 13.74 m |            |
| —         | —      | Corrie de Bruin (NED)      | —      | —      | —      | DNS     |            |

### Final
| Placering | Idrottare                  | Försök | Försök | Försök | Försök | Försök | Försök | Längd   | Noteringar |
| Placering | Idrottare                  | 1      | 2      | 3      | 4      | 5      | 6      | Längd   | Noteringar |
| --------- | -------------------------- | ------ | ------ | ------ | ------ | ------ | ------ | ------- | ---------- |
| 1         | Astrid Kumbernuss (GER)    | 20.56  | X      | 19.67  | X      | X      | 20.47  | 20.56 m |            |
| 2         | Sui Xinmei (CHN)           | 19.06  | 18.95  | 19.88  | 19.24  | 19.21  | 19.43  | 19.88 m |            |
| 3         | Irina Chudorosjkina (RUS)  | 19.35  | X      | X      | X      | —      | —      | 19.35 m |            |
| 4         | Vita Pavlysj (UKR)         | 17.30  | 18.20  | 19.30  | 18.21  | 19.23  | X      | 19.30 m |            |
| 5         | Connie Price-Smith (USA)   | 18.44  | 18.61  | 19.22  | X      | X      | X      | 19.22 m |            |
| 6         | Stephanie Storp (GER)      | 18.91  | X      | X      | 18.06  | 18.25  | 19.06  | 19.06 m |            |
| 7         | Kathrin Neimke (GER)       | 17.87  | 18.40  | 18.92  | X      | 18.62  | 18.65  | 18.92 m |            |
| 8         | Irina Korzjanenko (RUS)    | 18.43  | X      | 18.55  | 18.65  | 18.50  | 18.68  | 18.68 m |            |
|           |                            |        |        |        |        |        |        |         |            |
| 9         | Ramona Pagel (USA)         | 16.57  | 18.48  | 17.55  |        |        |        | 18.48 m |            |
| 10        | Belsy Laza (CUB)           | X      | 18.40  | 18.40  |        |        |        | 18.40 m |            |
| 11        | Judy Oakes (GBR)           | 18.34  | 18.10  | 18.18  |        |        |        | 18.34 m |            |
| 12        | Valentjna Fedjusjyna (UKR) | X      | X      | 17.99  |        |        |        | 17.99 m |            |